# Summer Love (Rudimental e Rita Ora)
Summer Love è un singolo del gruppo musicale britannico Rudimental e della cantante britannica Rita Ora, pubblicato il 23 novembre 2018 come sesto estratto dal terzo album in studio dei Rudimental Toast to Our Differences.

## Tracce
1. Summer Love – 4:18